# Gil Courtemanche
Pour les articles homonymes, voir Courtemanche.
Gil Courtemanche (né le 18 août 1943 à Montréal où il est mort le 19 août 2011,) est un journaliste et écrivain québécois.
Il a été correspondant à l'étranger, notamment en Afrique, pour la télévision de Radio-Canada. Tout au long de sa carrière, il s'intéresse particulièrement à la politique internationale et au tiers-monde. Gil Courtemanche était reconnu pour son franc-parler, ses prises de position contre les injustices sociales et ses analyses des conflits mondiaux.

## Biographie

### Journalisme
Gil Courtemanche a étudié la philosophie à l'Université de Montréal. Il publie ses premiers écrits dans la revue Jeune Québec et dans Le Quartier latin en 1962. En octobre 1962, il remporte le premier prix du Concours des jeunes auteurs de Radio-Canada pour son poème « Le Chant des ruines ».
Il collabore à plusieurs émissions à la radio et la télévision de la Société Radio-Canada, dont Le 60, Métro Magazine et Présent National. Il crée ensuite l'émission L'Événement, dont il est l'animateur de 1978 à 1980. Au même moment, il est éditorialiste à la station anglophone CBOT d'Ottawa ainsi qu'animateur et scripteur de l'émission Enjeux. En 1978, il anime Contact, le premier magazine d'affaires publiques pour Télé-Québec.
De 1980 à 1986, Courtemanche est animateur, analyste et correspondant pour les émissions Télémag, Première Page et Le Point, diffusées à Radio-Canada.
Il participe à la fondation du quotidien Le Jour tout en étant journaliste pour La Presse. Il a tenu une chronique dans le journal Le Devoir de 2002 à 2011.
À partir de 1986, il est un collaborateur de diverses publications telles Alternatives, Le Libraire.
Il tient une chronique hebdomadaire sur la politique internationale dans les quotidiens Le Soleil et Le Droit, durant 8 ans — « au tournant des années 1990 » [Quand ?] —, dont plusieurs des textes sont regroupés dans Chroniques internationales, paru le 1er septembre 1991 chez Boréal.
En 2000, il publie son premier roman, Un dimanche à la piscine à Kigali, qui raconte le génocide au Rwanda perpétré en 1994. Succès critique et littéraire, le roman est traduit en 23 langues. Le roman est aussi adapté au cinéma par Robert Favreau et le film Un dimanche à Kigali sort en salle en avril 2006.
Dans une de ses dernières œuvres, Je ne veux pas mourir seul, publié en 2010, Courtemanche aborde sa propre mort et sa rupture avec sa conjointe dans un roman autobiographique. À travers ce livre, Gil livre ses réflexions sur l'amour, la solitude et exprime que pour lui la mort de l'amour est plus douloureuse que la mort du corps. Il aura reçu de multiples traitements pour combattre un cancer du larynx, dont il apprit l'existence après sa séparation.
Gil Courtemanche a refusé que son livre, Je ne veux pas mourir seul soit en lice pour l'obtention du Grand Prix littéraire Archambault parce qu'il était en désaccord avec l'attitude de Québecor, entreprise dont le propriétaire est aussi le propriétaires des Libraires Archambault.

### Réalisation télévisuelle
Gil Courtemanche s'intéresse également à la réalisation de documentaires. Il participe notamment à la réalisation d’une série de témoignages intitulé Soleil dans la nuit, produit pour TV5MONDE et TV5 Québec Canada à l'occasion du premier anniversaire du génocide au Rwanda. Il réalise et scénarise un documentaire sur le sida au Rwanda intitulé L'Église du sida (The Gospel of AIDS).
Gil Courtemanche produit et réalise divers documentaires et messages publicitaires sur le tiers monde tels La lèpre en Haïti, La problématique de l’eau, Le développement agricole aux Philippines, Le programme de formation d'enfants handicapés en Thaïlande, pour les organismes Le Cardinal Léger et ses œuvres et Oxfam Québec. En 1985, sur une musique du compositeur Jean Robitaille, il écrit les paroles de la chanson Les Yeux de la faim pour la Fondation Québec-Afrique.

## Prix et distinctions
- 1998 : Prix du National Magazine Award for Political Reporting[8],[1]
- 2001 : Prix des libraires du Québec, pour Un dimanche à la piscine à Kigali
- 2004 : Prix de la Cadière d'Azur
- 2008 : Prix Hommage du public du Prix des libraires du Québec